# Шивамара II
Шивамара II (д/н — бл. 816) — магараджа держави Гангаваді у 788—816 роках.

## Життєпис
Син Шріпуруши. Брав участь у походах батька. 784 року очолив війська проти раштракутського магараджахіраджи Дхруви, але 785 року зазнав поразки. 788 року після смерті батька знову повстав проти Раштракутів, але в битві біля Мудагундуру зазнав поразки, потрапивши у полон. Гангаваді була окупована, а Дхрува призначив її намісником свого сина Камбхарасу.
Дещо пізніше Шивамара II отримав волю, але змушений був підтвердити зверхність Раштракутів. Знову потрапив у в'язницю під час правління Говінди III, коли він відмовився платити данину. 814 року підтримав Бхімасалкі, претендента на трон Східних Чалук'їв, але зазнав поразки від магараджи Віджаядітьї II.
816 року повстав проти влади магараджахіраджи Амогаварши I, але в битві біля Манне (біля сучасного Бангалору) зазнав поразки і загинув. Трон спадкував син Рачамалла I.

## Творчість
Був відомим вченим, складав твори з логіки і філософії мовами каннада («Гаджаштака»), санскрит («Гаджаматхакалпана») та пракритами («Сетхубандха»).